# Andrea Poli
Andrea Poli (ur. 29 września 1989 w Vittorio Veneto) – włoski piłkarz, występujący na pozycji środkowego pomocnika we włoskim klubie Modena FC.

## Kariera klubowa
Andrea Poli zawodową karierę rozpoczynał w 2006 roku w Treviso. Łącznie rozegrał dla niego cztery spotkaniach w Serie B, jednak w sezonie 2006/2007 najczęściej występował w rozgrywkach o mistrzostwo Włoch do lat 20 – Primaverze. 31 stycznia 2007 roku Włoch na zasadzie współwłasności przeniósł się do Sampdorii, jednak oficjalnie jej zawodnikiem został dopiero latem. W Serie A Poli zadebiutował 4 listopada podczas wygranego 3:0 wyjazdowego pojedynku z Cagliari Calcio, kiedy to w 89. minucie zmienił Sergio Volpiego. Jak się później okazało był to jedyny występ wychowanka Treviso w sezonie 2007/2008. Sampdoria ligowe rozgrywki ukończyła na szóstej pozycji i wywalczyła sobie awans do Pucharu UEFA.
Latem 2008 roku Poli został wypożyczony do beniaminka Serie B – Sassuolo. W nowym klubie rozegrał łącznie 32 ligowe pojedynki, w tym 22 w podstawowym składzie. O miejsce w składzie rywalizował z Francesco Magnanellim, Emiliano Salvettim, Fillipo Pensalfinim, Massimiliano Fusanim i Stefano Paganim. Sassuolo w sezonie 2008/2009 zajęło siódmą pozycję w tabeli Serie B i zabrakło mu czterech punktów do udziału w barażach o awans do pierwszej ligi.
Po zakończeniu sezonu Poli powrócił do Sampdorii. W linii pomocy grywał najczęściej razem z takimi zawodnikami jak Daniele Mannini, Fernando Tissone, Angelo Palombo i Franco Semioli. W sezonie 2011–2012 został wypożyczony do Interu Mediolan. Natomiast po roku wypożyczenia powrócił do swojego klubu z Genui. Od 2013 roku zawodnik AC Milan. Do Milanu powędrował na zasadzie współwłasności, a w odwrotną stronę trafił Bartosz Salamon.

## Kariera reprezentacyjna
Poli ma za sobą występy w młodzieżowych reprezentacjach Włoch, dla których rozegrał już łącznie ponad 25 meczów. W drużynie do lat 21 zadebiutował 11 lutego 2009 roku podczas zremisowanego 1:1 spotkania ze Szwecją. W 2009 roku Pierluigi Casiraghi powołał go do 23-osobowej kadry na mistrzostwa Europy do lat 21. 15 sierpnia 2012 zadebiutował w dorosłej reprezentacji w towarzyskim meczu z Anglią (1:2).